# داوود ال سعید
داوود ال سعید (عربی: داوود آل سعيد؛ زادهٔ ۲۸ مارس ۱۹۹۱) یک ورزشکار اهل عربستان سعودی است.
از باشگاه‌هایی که در آن بازی کرده‌است می‌توان به باشگاه فوتبال القادسیه عربستان سعودی اشاره کرد.